# سحر زکریا
سحر زکریا (زادهٔ ۲۸ آذر ۱۳۵۲ در اراک) بازیگر ایرانی است. او با بازی در مجموعهٔ تلویزیونی در پناه تو (۱۳۷۴) وارد عرصهٔ بازیگری شد. سپس توانایی خود را با بازی در نمایش‌ها و تله‌تئاترهای گوناگون آزمود. اما با بازی در فیلم مردی از جنس بلور (۱۳۷۷) و نقش همسر رابین هود در مجموعهٔ قطار ابدی (۱۳۷۸–۱۳۷۹) و مجموعه پاورچین (۱۳۸۱–۱۳۸۲) به شهرت رسید. همچنین کارهای دیگر او شامل مجموعه‌های تلویزیونی مرد دوهزارچهره (۱۳۸۸)، قهوه تلخ (۱۳۸۹) و در حاشیه (۱۳۹۳-۱۳۹۴) می‌باشد.

## فیلم‌شناسی

### مجموعه تلویزیونی
| سال       | نام مجموعه        | کارگردان                  | توضیحات                   |
| --------- | ----------------- | ------------------------- | ------------------------- |
| ۱۳۷۴      | در پناه تو        | حمید لبخنده               | شبکه ۲                    |
| ۱۳۷۶      | قطار ابدی         | بهروز بقایی رضا عطاران    | شبکه ۳                    |
| ۱۳۷۷      | دنیای شیرین دریا  | بهروز بقایی               | شبکه ۱                    |
| ۱۳۷۸      | کژدم ۳۳           | مهدی شمسایی               | شبکه ۳                    |
| ۱۳۷۹      | همسفر             | قاسم جعفری                | شبکه ۳                    |
| ۱۳۷۹      | جوان امروز        | یوسف سید مهدوی            | شبکه ۳                    |
| ۱۳۸۰      | پرونده‌های مجهول   | جمال شورجه                | شبکه ۲                    |
| ۱۳۸۱      | باران عشق         | احمد امینی فریدون حسن پور | شبکه ۵                    |
| ۱۳۸۱      | پاورچین           | مهران مدیری               | شبکه ۵                    |
| ۱۳۸۲      | او مثبت           | علی شاه‌حاتمی              | شبکه ۱ پخش در نوروز ۱۳۸۳  |
| ۱۳۸۳      | مروارید سرخ       | شاپور قریب مسعود رسام     | شبکه ۵                    |
| ۱۳۸۴      | برای آخرین بار    | اکبر منصور فلاح           | شبکه ۵ - پخش در ماه رمضان |
| ۱۳۸۷      | جاده در دست تعمیر | حسین تبریزی               | شبکه ۲                    |
| ۱۳۸۷      | مرد دوهزارچهره    | مهران مدیری               | شبکه ۳                    |
| ۱۳۹۱      | میلیاردر          | علیرضا امینی              | شبکه ۱                    |
| ۱۳۹۳      | در حاشیه ۱        | مهران مدیری               | شبکه ۳ - در دو فصل        |
| ۱۳۹۴      | در حاشیه ۲        | مهران مدیری               | شبکه ۳                    |
| ۱۳۹۷_۱۳۹۶ | زمانی برای خندیدن |                           | شبکه ۳                    |
| ۱۴۰۴      | شیش‌ماهه           | مهران مدیری               | شبکه ۳                    |

### سینما
| سال  | فیلم                          | کارگردان             |
| ---- | ----------------------------- | -------------------- |
| ۱۳۷۷ | مردی از جنس بلور              | سعید سهیلی           |
| ۱۳۸۱ | پسران مهتاب (ارتشی در تاریکی) | مهدی ودادی           |
| ۱۳۸۴ | تله                           | سیروس الوند          |
| ۱۳۸۵ | اگه می‌تونی منو بگیر           | شاهد احمدلو          |
| ۱۳۸۶ | زن دوم                        | سیروس الوند          |
| ۱۳۸۶ | اگه می تونی منو بکش           | شاهد احمدلو          |
| ۱۳۸۶ | چیزی شبیه معجزه               |                      |
| ۱۳۸۷ | دلداده                        | قدرت‌الله صلح میرزایی |
| ۱۳۸۸ | لج و لجبازی                   | سید مهدی برقعی       |
| ۱۳۸۸ | اسرار پدری                    |                      |
| ۱۳۸۹ | زنان ونوسی، مردان مریخی       | کاظم راست‌گفتار       |
| ۱۳۹۰ | درباره زندگی                  | محسن ربیعی           |
| ۱۳۹۲ | واقعیت پوشالی                 | روزبه روحی پور       |
| ۱۳۹۷ | بازیوو                        | امیر حسین قهقرایی    |
| ۱۳۹۷ | جانان                         | کامران قدکچیان       |

### شبکه نمایش خانگی
| سال  | نام مجموعه | سمت    | کارگردان     | توضیحات                                                                                        |
| ---- | ---------- | ------ | ------------ | ---------------------------------------------------------------------------------------------- |
| ۱۳۸۹ | قهوه تلخ   | بازیگر | مهران مدیری  | این مجموعه تلویزیونی در سال‌های ۱۳۸۹ و ۱۳۹۰ تولید و پخش شد.                                     |
| ۱۳۹۱ | برج آرام   | بازیگر | مسعود اطیابی | این فیلم در سینما اکران نشد و در سال ۱۳۹۲ وارد شبکه نمایش خانگی گردید.                         |
| ۱۳۹۲ | شوخی کردم  | بازیگر | مهران مدیری  | پس از پایان پخش تمامی قسمت‌های این برنامه با اصلاحات و سانسورهایی از شبکه ۵ سیما نیز پخش گردید. |

- شام ایرانی
- دورهمی
- سه شو

## حاشیه‌ها

### ممنوع‌الفعالیت شدن
در بهمن ۱۳۹۹ سحر زکریا در پی درگذشت علی انصاریان در صفحه شخصی خود به نخریدن واکسن کرونا اعتراض کرد که باعث واکنش تند در ۲۰:۳۰ شد. او در فروردین ۱۴۰۰ با انتشار ویدیویی اعلام کرد که به دلیل این اعتراض ممنوع‌الفعالیت شده‌است.

### عدم دریافت دستمزد
در فروردین ۱۴۰۰ سحر زکریا با انتشار ویدیویی از عدم پرداخت دستمزد خود برای بازی در سریال قهوه تلخ گفت. وی همچنین در صفحه اینستاگرام خود نمونه‌ای از تهدیدها از سوی اطرافیان مهران مدیری را نشان داد.

### برداشتن حجاب
زکریا در جریان خیزش ۱۴۰۱ ایران کشف حجاب کرد و نوشت «الان حدود یک ماه است که موهایم را زده ام نمی‌خواستم اعلام کنم چون خجالت میکشیدم ولی اگر دردی دوا می‌شود من هم هستم.»

### احضار به دادگستری
در آذر ۱۴۰۲ سحر زکریا به همراه صبا کمالی و دانیال مقدم به دلیل انتشار ترانه حوری به دادگستری احضار شدند.